# Radvanice (stacja kolejowa)
Radvanice – stacja kolejowa w miejscowości Radvanice, w kraju hradeckim, w Czechach. Znajduje się na wysokości 580 m n.p.m.
Jest zarządzana przez Správę železnic. Na stacji nie ma możliwości zakupu biletów, a obsługa podróżnych odbywa się w pociągu.

## Linie kolejowe
- 047 Trutnov - Teplice nad Metují